# Chromis flavaxilla
Chromis flavaxilla är en fiskart som beskrevs av Randall, 1994. Chromis flavaxilla ingår i släktet Chromis och familjen Pomacentridae. Inga underarter finns listade i Catalogue of Life.